# Bolbaffer abyssinicus
Bolbaffer abyssinicus är en skalbaggsart som beskrevs av Müller 1941. Bolbaffer abyssinicus ingår i släktet Bolbaffer och familjen Bolboceratidae. Inga underarter finns listade.